# Archigraptis
Archigraptis is een geslacht van vlinders van de familie bladrollers (Tortricidae), uit de onderfamilie Tortricinae.

## Soorten
- A. haemorrhaga Tuck, 1988
- A. limacina Razowski, 1964
- A. limacinoides Kuznetsov, 1992
- A. rosei Tuck, 1988
- A. stauroma (Diakonoff, 1968)
- A. strigifera Tuck, 1988